# Béraut
Béraut è un comune francese di 352 abitanti situato nel dipartimento del Gers nella regione dell'Occitania. Forma parte anche della regione storica della Ténarèze, in Guascogna.

## Società

### Evoluzione demografica
Abitanti censiti